# Александар Жирарди
Александар Жирарди (Грац, 5. децембар 1850 — Беч, 20. април 1918) био је аустријски глумац и тенор певач у оперетама.

## Каријера
Жирарди је рођен у Грацу; његов отац је био бравар Андреас Жирарди који је емигрирао у Грац из Кортине д'Ампецо. Након ране смрти оца, Александра Жирардија је одгајао очух који га је дао у браварско шегртовање. Против очухове жеље, придружио се аматерском позоришту Дие Тонхале где је развио свој глумачки таленат који га је коначно довео до ангажмана у бечком позоришту Штрампфер.
Године 1874. Жирарди се преселио у Позориште на реци Вин где је радио 22 године. 1896/97. радио је у бечком Карлтеатру, а затим две године у Фолкстеатру у Бечу. Гостовао је и у другим значајним позориштима у Бечу и Немачкој (Берлин, Хамбург, Дрезден).
Почетком Првог светског рата Жирарди се повукао са сцене и вратио у Грац. Два месеца пре смрти 1918. године, позван је у Бургтеатар у Бечу да игра улогу Фортунатуса Вурцела у представи Сељак као милионер (Der Bauer als Millionär) Фердинанда Рајмунда.
Жирарди је био несрећно ожењен Хеленом Одилон. Одилон је имала много афера што је одвело Жирардија у душевну болницу (на основу тврдње Јулијуса Вагнер-Јаурега). Међутим, Жирарди је побегао и добио помоћ како не би био затворен. Одилон и Жирарди су се развели 1896. године. Глумица Катарина Шрат наговорила је цара Франца Јозефа да ослободи Жирардија од прогона.
У доби од 67 година, Жирарди је умро 20. априла 1918. у Бечу. Сахрањен је у Средишњем бечком гробљу (гроб број 33Е-9-16).
Жирардијева главна сценска улога била је у комедији. Радио је у традицији Фердинанда Рајмунда и Јохана Нестроја, а значајан допринос дао је и популарној бечкој оперети. Жирарди је остварио улоге Блазонија у опери Kаљиостро у Бечу Јохана Штрауса (1875), Андредла у Зачараном замку Карла Милекера (1878), Јана Јаницког у Милекеровом Студент просјак (1882), Беноца у Милекеровом Гаспаронеу (1888), Калмана Жупана у Штраусовом Циганском барону (1885), Адама у Трговцу птицама Карла Целера (1891), насловна улога у Браћи Штраубингер Едмунда Ајслера (1903) и Пали Раца у Циганину Емериха Калмана (1912). Дао је велики допринос Златном добу бечке оперете.

## Почасти
Жирадијев живот је био тема филма Бечки комедијаш из 1954. године.
По њему је названо јело Жирардијева печена говедина (Girardirostbraten) – јело од говедине дебело прекривено сланином и печуркама. Његов омиљени стил шешира, сламнати шешир са равном круном и ободом (чамџија), постао је популаран као Жирадијев шешир. Град Грац и бечки округ Мариахилф имају улицу названу по његовом имену (Giradigasse), а постоји и Жирардипарк у Првом бечком округу. Њему у част, међународно певачко такмичење у Кобургу је названо Александар Жирарди.

## Галерија
- Александар Жирарди у опери Ђавоља жена (Des Teufels Weib)
- Александар Жирарди као Адам у филму Трговац птицама (Der Vogelhändler) Карла Зелера